# Швебс Генріх Іванович
Ге́нріх Іва́нович Швебс (1 червня 1929, с. Ранькове Ленінградської обл. — 18 січня 2003, Одеса) — географ, еніолог. Доктор географічних наук (1972), професор (1974). Державна премія України в галузі науки і техніки (1993). Номінант на Нобелівську премію 2001 р. (2002). Нагороджений Ювілейною медаллю Пошани (The 2000 Millennium Medal of Honor, USA)

## Біографія
Г. І. Швебс народився 1 червня 1929 р. в с. Ранькове Ленінрадської області в сім'ї службовців. Жив і навчався Г. І. Швебс у Валдаї Новгородської області, а потім — у Таллінні, де закінчив екстерном середню школу (1949). В тому ж році вступив до Одеського гідрометеорологічного інституту, який закінчив у 1954 р. за спеціальністю «гідрологія суші», одержав диплом з відзнакою і кваліфікацією інженера-гідролога. Захистив кандидатську дисертацію в Київському інституті інженерів водного господарства на тему: «Дослідження динаміки поверхневого змиву ґрунтів» (1959), докторську дисертацію у Московському державному університеті ім. М. В. Ломоносова за темою: «Формування та оцінка водної ерозії і стоку наносів (на прикладі України і Молдавії)» (1972). Був затверджений у вченому званні професора (1974). Працював в Одеському гідрометінституті, займав посади: асистента, завідувача кафедри, декана факультету (1956–1973). Завідував кафедрою фізичної географії та природокористування геолого-географічного факультету ОДУ (нині — Одеський національний університет імені І. І. Мечникова) (1973). Займав посаду проректора ОДУ з наукової роботи (1975–1979). Генріх Швебс помер 18 січня 2003 р. в м. Одесі.

## Наукова діяльність
Наукові інтереси Швебса Г. І. пов'язані в галузі оптимізації життєдіяльності, охорони природи, соціально-екологічного обладнання суспільства, пошуку нестандартних шляхів вирішення проблем людства. Створив дві наукові школи: з географічних основ раціонального використання ґрунтових ресурсів та водної ерозії, наукової езотерики — розділу еніології. Активний учасник Географічного товариства (1954) та Товариства ґрунтознавців (1973). Очолював Одеський відділ Географічного товариства (1974–2003), член вчених рад Географічного товариства України, а раніше СРСР; входив до редакційних колегій ряду наукових видавництв, «Української географічної енциклопедії»; член рад з захисту дисертацій та експертної ради ВАК України (1991). Проходив стажування в Болгарії (1971). Брав участь у наукових конференціях в Угорщині (1984), Болгарії (1989), Голландії (1993). Обирався академіком чотирьох академій: Академії інженерних наук (1991), Європейської академії наук (1995), Міжнародної академії енергоінформаційних наук (1998), Міжнародної академії фундаментальних основ буття (2002). Інформація про наукову діяльність Г. І. Швебса внесена в кадастр вчених світу Американського біографічного інституту (1998) та Міжнародного біографічного центру (Кембридж). Ці міжнародні організації неодноразово присвоювали Генріху Івановичу титул Man of the Year (Людина року). Автор біля 300 наукових праць, які включають 11 монографій, 5 підручників та навчальних посібників.

## Наукові праці
- Формирование водной эрозии стока наносов и их оценка: на примере Украины и Молдавии / Г. И. Швебс. — Л. : Гидрометеоиздат, 1974. — 184 с.
- Природа Одесской области: Ресурсы, их использование и охрана / под ред. Г. И. Швебса, Ю. А. Амброз. — Киев ; Одесса, 1979. — 143 с.
- Научные основы прогнозирования и система предупреждения эрозионных процессов / М. И. Догилевич, Г. И. Швебс, И. Г. Зыков. — М. : Колос, 1992. — 147 с.
- Основы ландшафтно-экологического земледелия / Г. И. Швебс, А. Н. Каштанов, Ф. Н. Лисецкий. — М. : Колос, 1994. — 127 с.
- Не только о прошлом... / Г. И. Швебс // Времена и годы : воспоминания ветеранов войны и труда Одесского университета / ОНУ им. И. И. Мечникова ; редкол.: М. Е. Раковский [и др.]. — Одесса : Астропринт, 1999. — Вып. 2. — С. 141—148.
- Алхимия земледелия: краткий энциклопедический словарь по эниологии: уч. пособ. / гл. ред. Г. И. Швебс. — Одесса: ЭНИО, 2001. — 144 с.
- Теоретические основы эрозиоведения / Генрих Иванович Швебс. — Київ: Вища школа, 1981. — 222 с.[1]